# Saint-Cyr-la-Rivière
Saint-Cyr-la-Rivière – miejscowość i gmina we Francji, w regionie Île-de-France, w departamencie Essonne.
Według danych na rok 1990 gminę zamieszkiwało 399 osób, a gęstość zaludnienia wynosiła 45 osób/km² (wśród 1287 gmin regionu Île-de-France Saint-Cyr-la-Rivière plasuje się na 864. miejscu pod względem liczby ludności, natomiast pod względem powierzchni na miejscu 433.).